# 北坎顿 (俄亥俄州)
北坎顿（North Canton）是美国俄亥俄州斯塔克县的一座城市。
根据2000年美国人口普查，共有16,369人，其中白人占96.9%、非裔美国人占1.12%、亚裔美国人占1.04%。